# Cerithiopsis leipha
Cerithiopsis leipha är en snäckart som först beskrevs av Dall 1927.  Cerithiopsis leipha ingår i släktet Cerithiopsis och familjen Cerithiopsidae. Inga underarter finns listade i Catalogue of Life.